# 基茨米勒 (馬里蘭州)
基茨米勒（英語：Kitzmiller）是一個位於美國馬里蘭州加勒特縣的市鎮。

## 人口
根據2020年美國人口普查的數據，基茨米勒的面積為0.65平方千米，當中陸地面積為0.58平方千米，而水域面積為0.07平方千米。當地共有人口300人，而人口密度為每平方千米462人。